# Роберт Ковач
Роберт Ковач (6. април 1974, Берлин) је бивши хрватски фудбалер, који је играо на позицији одбрамбеног играча, а тренутно је помоћни тренер Монака. Млађи је брат Ника Ковача, који је такође бивши фудбалер и садашњи тренер.

## Клупска каријера
Као и његов старији брат Нико, Роберт Ковач је рођен у Берлину, а пореклом је из Луснића код Ливна. Као и Нико, Роберт је такође у омладинској каријери играо за Рапид Вединг и Херту Целендорф, где је почео сениорску каријеру. Године 1995. је прешао у Нирнберг, где је и дебитовао у Бундеслиги, а следеће сезоне је прешао у Бајер Леверкузен, где је стандардно играо 5 година.
Након Бајера, прелази у Бајерн Минхен, за који стандардно игра 4 године. За то време са Бајерном осваја Интерконтинентални куп 2001, као и две дупле круне у сезонама 2002/03. и 2004/05. Године 2005. прелази у Јувентус, где игра 2 сезоне. У првој сезони је са Јувентусом био први у Серији А, међутим због афере „Калчополи” Јувентус је избачен из Серије А, па је са Јувентусом освојио Серију Б у сезони 2006/07. Након Јувентуса, одиграо је још по годину дана у Борусији Дортмунд и Динаму из Загреба, са којим је освојио дуплу круну.

## Репрезентативна каријера
Роберт Ковач је за репрезентацију Хрватске одиграо 84 утакмице. За Хрватску је наступао на 4 велика такмичења: Светска првенства 2002. и 2006, као и Европска првенства 2004. и 2008.

## Тренерска каријера
До сада, Роберт Ковач је увек био помоћни тренер свом старијем брату Нику. Ту функцију је, до сада, обављао у репрезентацији Хрватске, Ајнтрахту из Франкфурта, Бајерну и Монаку.

## Трофеји
Бајерн Минхен
- Бундеслига: 2002/03, 2004/05
- Куп Немачке: 2002/03, 2004/05
- Интерконтинентални куп: 2001

Динамо Загреб
- Прва лига Хрватске: 2008/09
- Куп Хрватске: 2008/09